# 徐子俊
徐子俊（1498年—？），字世庸，浙江紹興府上虞縣人，民籍，明朝政治人物。

## 生平
正德十一年（1516年）丙子科浙江鄉試第二十七名舉人。正德十二年（1517年）联捷丁丑科會試第六十二名，登第二甲第一百一十五名進士。吏部观政，卒。

## 家族
曾祖徐霖；祖父徐重；父徐綬，母俞氏。具庆下。